# Segundo Decenio de las Naciones Unidas para la Erradicación de la Pobreza
La Asamblea General de las Naciones Unidas proclamó el decenio 2008 - 2017 Segundo Decenio de las Naciones Unidas para la Erradicación de la Pobreza.

## Celebración
El 10 de diciembre de 2007 la Asamblea General de las Naciones Unidas en la Resolución 62/423/Add.1 (enlace roto disponible en Internet Archive; véase el historial, la primera versión y la última). proclamó el decenio 2008 - 2017 Segundo Decenio de las Naciones Unidas para la Erradicación de la Pobreza.

La erradicación de la pobreza es uno de los mayores retos globales con que se enfrenta actualmente el mundo, en particular en África y en los países menos adelantados.

El número de personas que viven en la pobreza es más elevado que lo estimado anteriormente, y que las actuales crisis financiera y de inseguridad alimentaria, así como la imprevisibilidad de los precios de la energía, pueden entrañar riesgos considerables para el logro de los objetivos de desarrollo convenidos internacionalmente, incluidos los Objetivos de Desarrollo del Milenio.
Después del Primer Decenio de las Naciones Unidas para la Erradicación de la Pobreza (1997-2006) y habiendo transcurrido la mitad del plazo previsto para alcanzar los Objetivos de Desarrollo del Milenio en 2015, si bien en algunas regiones ha habido progresos en la reducción de la pobreza, esos progresos no han sido uniformes y en algunos países sigue aumentando el número de personas que viven en la pobreza, y las mujeres y los niños constituyen la mayoría de los grupos más afectados, especialmente en los países menos adelantados y en particular en el África subsahariana.

El objetivo del segundo Decenio es apoyar, de manera eficiente y coordinada, el seguimiento de la consecución de los objetivos de desarrollo convenidos internacionalmente relativos a la erradicación de la pobreza, incluidos los Objetivos de Desarrollo del Milenio. Se destaca la importancia de reforzar las tendencias positivas en la reducción de la pobreza en algunos países y ampliar esas tendencias en beneficio de la población del mundo entero. La proclamación reconoce la importancia de movilizar los recursos financieros para el desarrollo a nivel nacional e internacional, y reconoce que el crecimiento económico sostenido, sustentado por una productividad creciente y un entorno favorable, incluida la inversión privada y la capacidad empresarial es fundamental para el aumento de los niveles de vida.
Organización de las Naciones Unidas

## Tema del Segundo Decenio de las Naciones Unidas para la Erradicación de la Pobreza
- 2008 - 2017: "Pleno empleo y trabajo decente para todos".